# Martinšćica, Cres
Martinšćica je naselje na Hrvaškem, ki upravno spada pod mesto Cres; le-ta pa spada pod Primorsko-goransko županijo.

## Zgodovina
Vas in zaliv sta dobila ime po srednjeveški cekrvi Sv. Martina. V vasi je bil okrog leta 1500 postavljen frančiškanski samostan Sv. Jeronima, ki deluje še danes. Vanj so se naselili tudi menihi iz opuščenega Porozinskega samostana Sv. Nikole. Do leta 1821 je bilo v Martinšćici zgrajenih vsega 21 hiš, med njimi tudi dvorec Kaštel, ki ga je v 17. stoletju postavil creski patricij Sforza. Vas se je začela širiti šele v 20. stoletju.

## Demografija
| Pregled števila prebivalcev po letih | Pregled števila prebivalcev po letih | Pregled števila prebivalcev po letih | Pregled števila prebivalcev po letih | Pregled števila prebivalcev po letih | Pregled števila prebivalcev po letih | Pregled števila prebivalcev po letih | Pregled števila prebivalcev po letih | Pregled števila prebivalcev po letih | Pregled števila prebivalcev po letih | Pregled števila prebivalcev po letih | Pregled števila prebivalcev po letih | Pregled števila prebivalcev po letih | Pregled števila prebivalcev po letih | Pregled števila prebivalcev po letih |
| ------------------------------------ | ------------------------------------ | ------------------------------------ | ------------------------------------ | ------------------------------------ | ------------------------------------ | ------------------------------------ | ------------------------------------ | ------------------------------------ | ------------------------------------ | ------------------------------------ | ------------------------------------ | ------------------------------------ | ------------------------------------ | ------------------------------------ |
| 1857                                 | 1869                                 | 1880                                 | 1890                                 | 1900                                 | 1910                                 | 1921                                 | 1931                                 | 1948                                 | 1953                                 | 1961                                 | 1971                                 | 1981                                 | 1991                                 | 2001                                 |
| 344                                  | 346                                  | 186                                  | 233                                  | 177                                  | 291                                  | 542                                  | 545                                  | 253                                  | 208                                  | 162                                  | 157                                  | 133                                  | 186                                  | 155                                  |